# Johan Lybeck
Johan Göran August Lybeck, född 16 februari 1944 i Bromma församling i Stockholm, död 22 september 2017, var en svensk-fransk nationalekonom som varit professor vid Göteborgs universitet. 

## Biografi
Johan Lybeck var son till direktören Göran Lybeck och Anna-Lisa, ogift Elfström, samt sonson till Otto Lybeck och dottersonson till Erik Gustaf Boström. Lybeck tillhör släkten Lybeck från Viby.
Lybeck gick tolkskola i Uppsala 1963–1964 och diplomerades från Handelshögskolan i Stockholm (DHS) 1966. Han blev PhD i nationalekonomi 1971 (University of Michigan), filosofie licentiat i statskunskap 1986 (Göteborgs universitet) och var professor vid Göteborgs universitet 1978–1993. Han var VD för Finanskonsult AB 1988–1995, chefsekonom för Matteus Bank 1991–2001. Han var sedan 2003 bosatt i Frankrike, där han bland annat ägde och hyrde ut två slott, Château de Noailhac utanför Toulouse och Château Beauséjours i Beziers. Till följd av finanskrisen 2008 lades Château de Noailhac ut till försäljning 2009. Han blev fransk medborgare 2011.

## Familj
Johan Lybeck var 1965–1978 gift med receptarien Anne-Marie Svensson (född 1943), 1979–2000 med Kerstin Amnert (född 1949) och 2002 med medicine doktor Carolina Kockum Lybeck (ogift Sahlén, född 1943).

## Verk (urval)
- The Growth of Government in Developed Economies (lic. avhandling, Gower Press 1987);
- Explaining the growth of government (North Holland, Contributions to Economic Analysis, 1987; red. med M Henrekson)
- Finansstrategi (Stockholm: Rabén & Sjögrén, 1987);
- Penningmarknadens instrument (Stockholm: Rabén & Sjögrén, 1989, 1991, 1994 och 1996 med G Hagerud);
- EMS - Det europeiska valutasamarbetet (Stockholm: SNS,1989);
- EG 1992 och de finansiella marknaderna (Stockholm SNS 1991; med R Lindahl);
- International Money and Bond Markets (IFR Publishing 1992; med P Engström);
- Finansiella kriser förr och nu (SNS Förlag 1992);
- Facit av finanskrisen (SNS Förlag 1994).
- Eleonore av Akvitanien (Stockholm: Sellin&Partner, 2006).
- Finanskrisen (SNS Förlag 2009)
- A Global History of the Financial Crash 2007-2010 (Cambridge University Press, 2011)
- Bailouts, bailins and the future of financial regulation (Cambridge University Press, 2015)